# Grande Rock
Grande Rock è il terzo album in studio del gruppo musicale rock svedese The Hellacopters, pubblicato nel 1999.

## Tracce
1. Action De Grâce – 2:17
2. Alright Already Now – 2:56
3. Move Right out of Here – 2:09
4. Welcome to Hell – 5:19
5. The Electric Index Eel – 1:52
6. Paul Stanley – 2:01
7. The Devil Stole the Beat from the Lord – 3:54
8. Dogday Mornings – 3:20
9. Venus in Force – 3:00
10. 5 vs. 7 – 5:39
11. Lonely – 3:07
12. Renvoyer – 2:22

## Formazione
- Nicke Andersson – voce
- Kenny Håkansson – basso
- Anders Lindström – chitarra, piano
- Robert Eriksson – batteria